# Sportvagnsmästerskapet
Sportvagnsmästerskapet (SPVM), är en förening för de förare som tävlar i den svenska sportvagnsserien. SPVM driver de tävlingar som ingår i serien. Tävlingarna härstammar från 1960 då de första tävlingarna kördes i Sveriges Sportvagnsförares (SSF) regi.
Föreningen anordnar tävlingar inom klasserna Roadsport, Modsport, Racersport (RS) och Clubman.